# Wiktor Nosow (lotnik)
Wiktor Piotrowicz Nosow, ros. Виктор Петрович Носов (ur. 26 marca 1923 w Siengilieju, zm. 13 lutego 1945 na Morzu Bałtyckim) – młodszy porucznik lotnictwa Armii Czerwonej, Bohater Federacji Rosyjskiej (pośmiertnie).

## Życiorys
Urodził się w Siengilieju w guberni symbirskiej, w rodzinie prokuratora. Od dziecka zainteresowany lataniem, zafascynowany postacią Walerego Czkałowa. Po ukończeniu szkoły podstawowej i zawodowej trafił do szkoły pilotów cywilnej floty powietrznej, a po wybuchu wojny z Niemcami do szkoły lotnictwa wojskowego w Stalinabadzie, którą ukończył we wrześniu 1942 roku. W październiku 1944 roku trafił do 51 Tallińskiego Minowo-Torpedowego Pułku Powietrznej Floty Bałtyckiej ZSRR, gdzie od latał na samolocie amerykańskiej produkcji, A-20 Boston. W początkach 1945 roku został dowódcą samolotu, a 10 lutego otrzymał awans na podporucznika. Należał do tzw. topmasztowników, którzy pilotowali samoloty bombowe, lecąc na wysokości kilkunastu metrów, co znacząco poprawiało celność bombardowania.
Zginął z całą załogą 13 lutego 1945 roku, w czasie lotu bojowego, gdy ich samolot został poważnie uszkodzony ogniem przeciwnika. Nosow podjął wówczas decyzję o skierowaniu maszyny w statek transportowy. Według danych radzieckich, na skutek uderzenia samolotu statek zatonął. Z Nosowem zginęli nawigator Aleksandr Igoszyn i strzelec Fiodor Dorofiejew.
W kwietniu 1945, grudniu 1947 i czerwcu 1953 roku Nosow był przedstawiany jako kandydat do tytułu Bohatera Związku Radzieckiego, ale odznaczenia nie otrzymał. Został odznaczony tytułem Bohatera Federacji Rosyjskiej w 1998 roku.
W Rozewiu znajduje się pomnik załogi Nosowa w formie głazu z tablicą pamiątkową.

## Ordery i odznaczenia
- Order Czerwonego Sztandaru (20 stycznia 1945)
- Bohater Federacji Rosyjskiej (23 lutego 1998, pośmiertnie)